# Marechal Rondon (Goiânia)
Marechal Rondon é um bairro da cidade brasileira de Goiânia, localizado na região central do município.
O bairro foi fundado durante a década de 1950. O nome, além de uma referência a Cândido Rondon, dá nome à uma das principais avenidas da região e liga o centro de Goiânia à região norte do município. O nome original do bairro Marechal Rondon era Vila Santa Lúcia e, como a maioria dos logradouros de sua época, não dispunha de qualquer infraestrutura.
Segundo dados do Instituto Brasileiro de Geografia e Estatística (IBGE), divulgados pela prefeitura, no Censo 2010 a população do Marechal Rondon era de 2 739 pessoas.